# Joseph Gérard

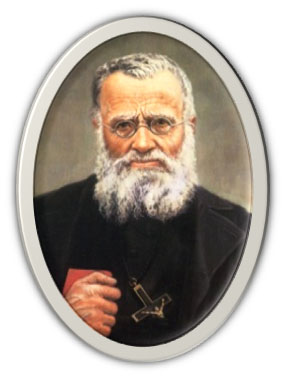
Joseph Gérard

Jean-Joseph Gérard, OMI (* 12. März 1831 in Bouxières-aux-Chênes; † 29. Mai 1914 in Roma in Basutoland) war Missionar in Basutoland (heute Lesotho). Er war ein Oblate der Makellosen Jungfrau Maria. 
Jean-Joseph Gérard besuchte ab 1844 die kirchliche Schule in Pont-à-Mousson, 1849 trat er ins Priesterseminar in Nancy ein. 1851 begann er sein Noviziat bei den Oblaten in Notre-Dame-de-l’Osier. 1850 wurde er zum Diakon geweiht und reiste zusammen mit einer Missionarsgruppe nach Südafrika. 1853 kam der Pater zu den Zulu in Natal, wo er sich vergebens bemühte, die Zulu für den christlichen Glauben zu gewinnen. Ab 1862 wirkte er in Basutoland und aufgrund seiner Arbeit breitete sich die römisch-katholische Kirche dort rasch aus. Er schrieb einen Katechismus, ein Lesebuch, eine biblische Geschichte und ein Lukasevangelium in Sesotho, der Landessprache der Basotho. Er starb am 29. Mai 1914 in Roma im Ruf der Heiligkeit.
Er wurde am 15. September 1988 von Papst Johannes Paul II. seliggesprochen. Sein katholischer Gedenktag ist der 29. Mai.